# Caryocaris
Caryocaris is een geslacht van uitgestorven kreeftachtigen uit de klasse van de Malacostraca (hogere kreeftachtigen).

## Soorten
- Caryocaris acoitensis Racheboeuf, Crasquin & Brussa, 2009 †
- Caryocaris acuminata (Nicholson, 1873) †
- Caryocaris curvilata Gurley, 1896 †
- Caryocaris subula Chlupáč, 1970 †
- Caryocaris wrighti Salter, 1863 †
- Caryocaris zhejiangensis Shen, 1986 †